# Alexandre Menini
Pour les articles homonymes, voir Menini.

a Compétitions nationales et continentales officielles uniquement.

b Matchs officiels uniquement.
Dernière mise à jour le 5 juillet 2019.
Alexandre Menini, né le 5 août 1983 à Basse-Ham, est un joueur international français de rugby à XV qui évolue au poste de pilier.
Après avoir évolué dans plusieurs clubs en Pro D2, il a joué au Biarritz olympique avant d'intégrer l'effectif du Rugby club toulonnais en mars 2014. Il termine sa carrière au Lyon OU, où il a joué de 2016 à 2019. 
Avec le Rugby club toulonnais, il remporte deux Coupe d'Europe en 2014 et 2015 et un championnat de France en 2014. 

## Biographie
Né le 5 août 1983 à Basse-Ham en Moselle, Alexandre Menini fait ses premiers pas de rugby au club de Yutz avant de partir en sport étude au Stade français.
En mars 2014, alors que Biarritz est lanterne rouge du Top 14, Alexandre Menini signe à Toulon en tant que joker médical. Il y remporte la Coupe d'Europe et le Championnat à la fin de la saison, disputant les deux finales en tant que remplaçant.
En mars 2016, il est annoncé au Lyon olympique universitaire pour la saison 2016-2017.
En novembre 2016, il est sélectionné dans l'équipe des Barbarians français pour affronter une sélection australienne au Stade Chaban-Delmas de Bordeaux. Les Baa-Baas parviennent à s'imposer 19 à 11 grâce à un essai de Raphaël Lakafia à la 77e minute.
Il annonce mettre un terme à sa carrière à l'issue de la saison 2018-2019.

## Carrière

### En club
- Championnat de France :
  - Vainqueur avec le RC Toulon en 2014.

- Coupe d'Europe :
  - Vainqueur de la Heineken Cup avec le Rugby club toulonnais en 2014.
  - Vainqueur de l'EPCR (coupe d'europe) avec le Rugby club toulonnais en 2015

### En équipe de France
(mis à jour le 8 février 2015)
Alexandre Menini a été sélectionné pour la première fois le 14 juin 2014 face à l'Australie.
Il a été sélectionné 6 fois.

Sélections par année : 5 en 2014, 1 en 2015.